# Guanacaste (provincie)

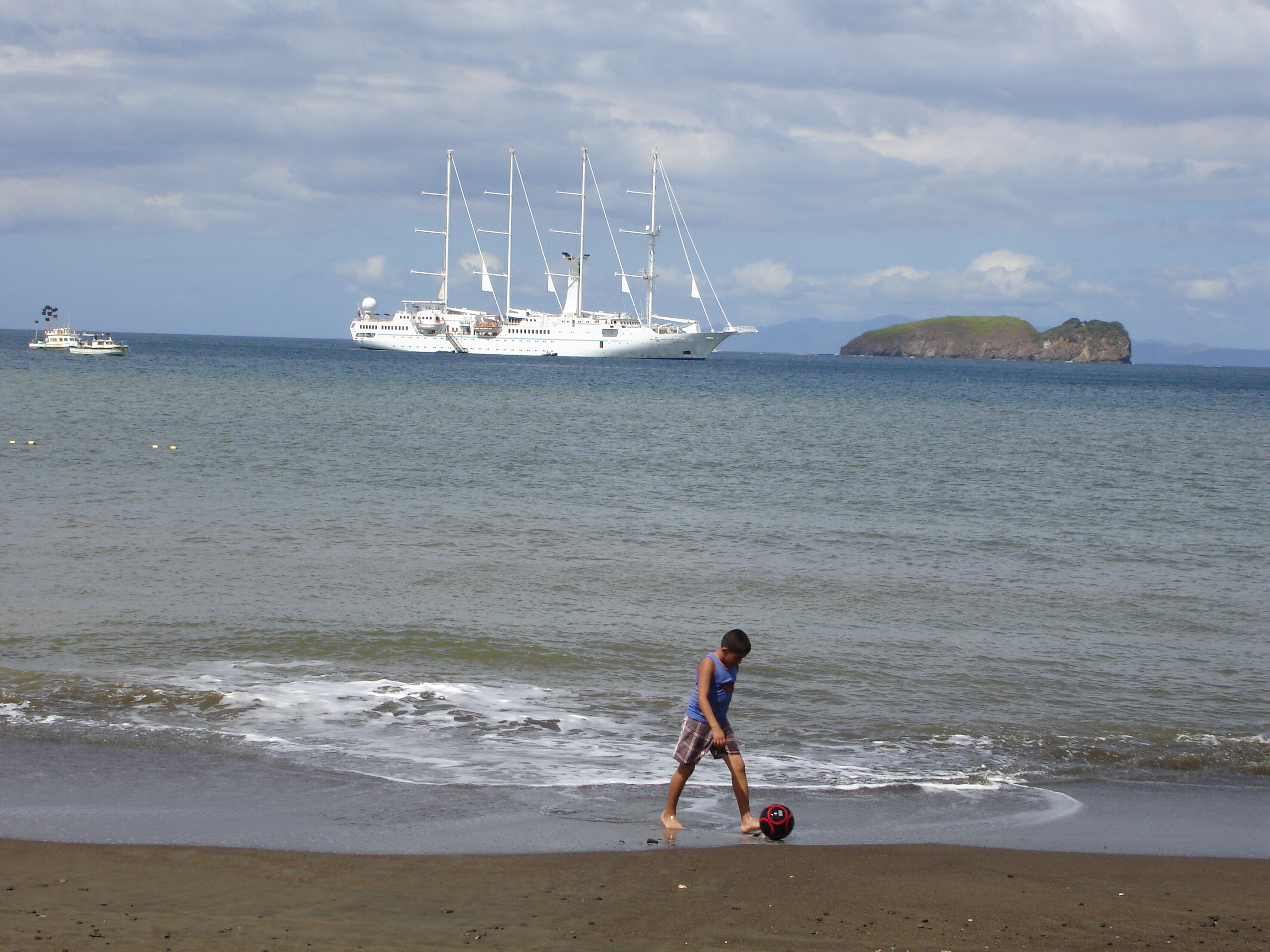
Strand in Guanacaste

Guanacaste is een provincie van Costa Rica, gelegen in het noordwesten van het land aan de Grote Oceaan. De provincie grenst aan Nicaragua en aan de provincies Alajuela en Puntarenas. De provinciale hoofdstad is Liberia.
Guanacaste heeft een oppervlakte van 10.141 km², bijna twintig procent van Costa Rica. Er wonen 326.953 mensen (2011), wat ruim 7,5% van de totale bevolking is. Het is dus een relatief dunbevolkt gebied.

## Geschiedenis
Toen Centraal-Amerika nog onder gezag van Spanje viel, was Guanacaste een provincie van Nicaragua. Nadat de Spanjaarden uit Centraal-Amerika vertrokken, eisten de inwoners van de plaatsen Nicoya, Santa Cruz en Cañas dat het gebied bij Costa Rica gevoegd zou worden en op 25 juli 1825 verklaarden zij het gebied Costa Ricaans. Deze dag is een nationale feestdag in Costa Rica. Pas in 1858 zouden beide landen een akkoord over hun onderlinge grens sluiten.
Het Spaans dat vandaag de dag in Guanacaste gesproken wordt, verschilt nog steeds van dat van de rest van Costa Rica.
Sinds 1989 is er een politieke partij actief die ijvert voor een onafhankelijk Guanacaste, de Partido Guanacaste Independiente.

## Geografie
Guanacaste is net zoals de andere kustprovincies van Costa Rica, vele kilometers strand rijk. De meeste stranden worden niet privaat uitgebaat en zelfs al is dat het geval, zoals met Playa Nacascolo, dan worden de uitbaters, veelal luxe hotels, verplicht het strand te blijven openstellen voor het brede publiek.
Playa Nacascolo is een prachtig wit zandstrand, gelegen aan een rustige baai. Andere voorbeelden zijn Playa Escondida, Playa del Coco en Playa Hermosa, waar de baai gesierd wordt door een onbewoond eilandje, dat als je het uit de goede hoek bekijkt, net een olifantenhoofd lijkt te zijn.

## Gemeenten
Guanacaste is verdeeld in elf gemeenten (cantón).
- Abangares (Las Juntas)
- Bagaces (Bagaces)
- Cañas Blancas (Cañas)
- Carrillo (Filadelfia)
- Hojancha (Hojancha)
- La Cruz (La Cruz)
- Liberia (Liberia)
- Nandayure (Carmona)
- Nicoya (Nicoya)
- Santa Cruz (Santa Cruz)
- Tilarán (Tilarán)

Alajuela · Cartago · Guanacaste · Heredia · Limón · Puntarenas · San José